# منظمة أغابي للمهام الدولية

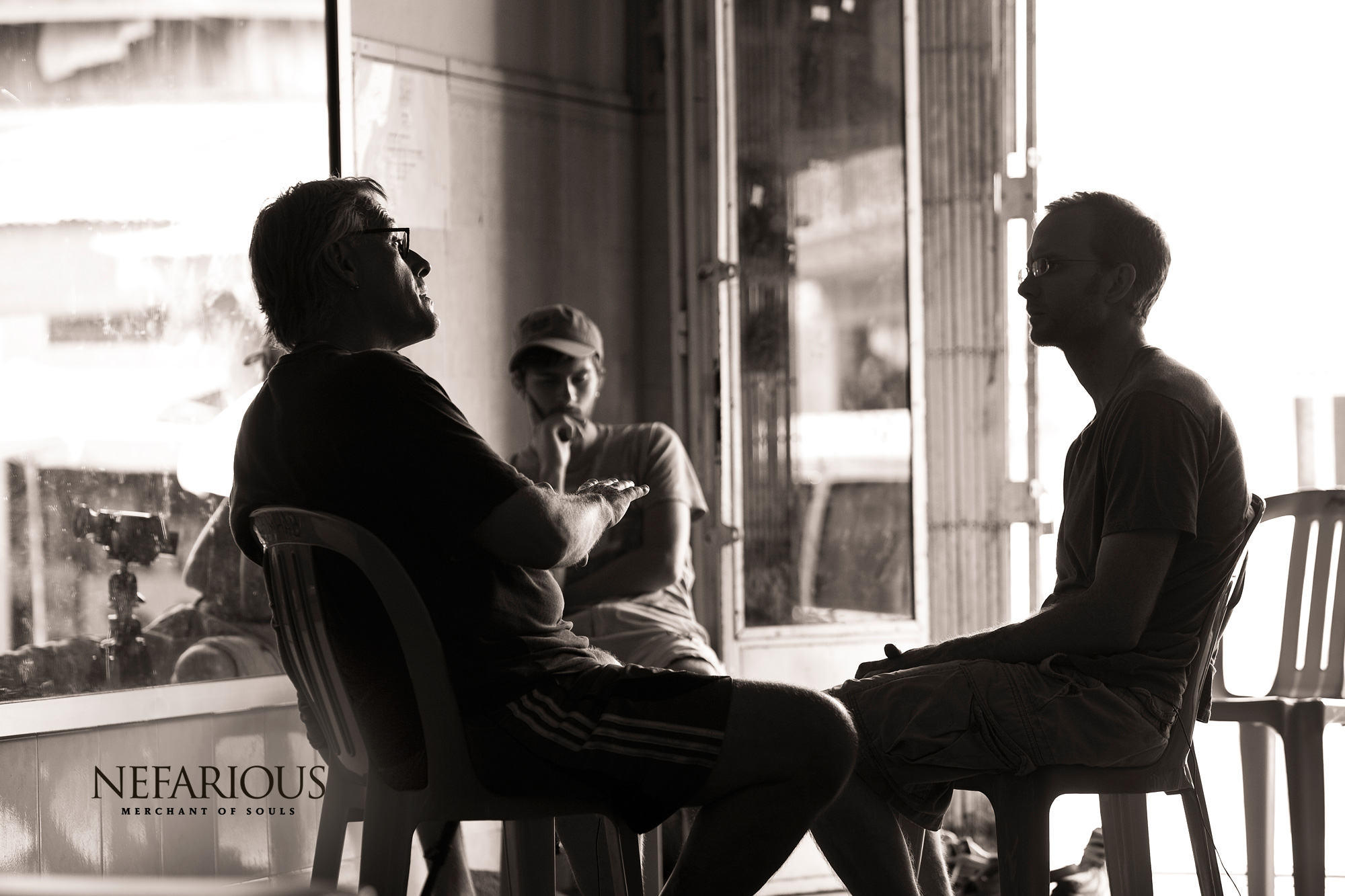

تُعتَبَر منظمة أغابي للمهام الدولية إيم ( AIM) منظمة غير ربحية تساعد الفتيات المتورطات في الاتجار بالأطفال للأغراض الجنسية في كمبوديا. في عام 1989، أسس بريدجيت ودون بريوستر منظمة إيم (AIM) في لينكولن بكاليفورنيا . كما يعتبر برايس جيساب رئيس مجلس إدارة المنظمة.
في عام 2006، فتحت المنظمة مركز إصلاح للعاملين السابقين بالإتجار بالأطفال للأغراض الجنسية في مدينة لينكولن بكاليفورنيا. كما شاركت المنظمة في تمويل مركز إعادة تأهيل، الواقع بقرية زفاي باك، الأطفال الذين سبق وعملوا بالإتجار بالجنس. تتلقى واحدٌ وأربعون امرأة يافعة الإصلاح والتوظيف، الحصول على وظيفة، خلال مركز تدريب أغابي. وصفت صحيفة فانكوفر صان قرية زفاي باك بمكانٍ يُجبِر أكثر من تسعين في المائة من الأطفال على العمل بالدعارة، ووصفتهم أيضًا:«بأحد الأماكن القليلة على الكرة الأرضية» الذي يسمح للرجال بشراء الجنس مع طفلة عمرها ثلاث سنوات.
تُدير منظمة أغابي عيادات طبية وعيادات أسنان يعمل بها شخصيات طبية متطوعة وصلوا بالطائرة من العالم المتطور لمدة أسبوع.
في عام 2011، أرسلت منظمة سباق للشجاعة( Run for Courage) غير الربحية بعض الأموال لمنظمة أغابي (إيم- AIM).
في عام 1989، أسس دون بريوستر، ناشط أمريكي، منظمة أغابي للمهام الدولية (إيم- AIM). انتقل دون بريوستر مع زوجته إلى كمبوديا وحرروا أكثر من 200 طفلة يخضعوا للإسترقاق الجنسي. أدار بريوستر، عن طريق منظمة أغابي (إيم- AIM)، مركز إعادة تأهيل زفاي باك الواقع في كمبوديا للأطفال الذين عملوا سابقًا بالدعارة وأسمى مركز إعادة التأهيل بمركز تدريب أغابي. تلقت واحد وأربعون امرة يافعة الإصلاح والتوظيف في هذا المركز. اعتاد بريوستر أن يعمل  كقِس للكنيسة المسيحية التي تُسمى مغامرة( أدفينشر- adventure) .